# Pukkelryggen
Der Pukkelryggen (norwegisch für Buckelgrat) ist ein kleiner Gebirgskamm im ostantarktischen Königin-Maud-Land. Er ragt im nördlichen Teil der Kraulberge auf.
Wissenschaftler des Norwegischen Polarinstituts benannten ihn 1970 deskriptiv.